# 伊恩·洛克哈特
伊恩·德威特·洛克哈特（英語：Ian DeWitt Lockhart，1967年6月25日—），巴哈马前职业篮球运动员。